# Hrajovice
Hrajovice je malá vesnice, část obce Kamberk v okrese Benešov. Nachází se asi 2 km na sever od Kamberku. V roce 2009 zde bylo evidováno 19 adres. Osadou protéká Pravětický potok, který je pravostranným přítokem řeky Blanice.
Hrajovice leží v katastrálním území Kamberk o výměře 11,33 km².

## Historie
První písemná zmínka o vesnici pochází z roku 1420.